# Jiří Janoščín
Jiří Janoščín (* 8. října 1992 Brno, Československo) je český fotbalový obránce, od léta 2021 působící v druholigovém týmu SFC Opava.

## Klubová kariéra
Odchovanec brněnské Zbrojovky, kde si prošel mnohými věkovými kategoriemi. S fotbalem začal v sedmi letech v FC Dosta Bystrc-Kníničky v Brně-Bystrci.

### FC Zbrojovka Brno
Do Zbrojovky přestoupil v jeho sedmnácti letech, hrál zde zde 2 roky za U19 tým a později za U21 se kterým získal titul Juniorské ligy, avšak v seniorském fotbale dostal šanci pouze v B-týmu. V roce 2015 po 6 letech přestoupil do Třince.

### FC Sparta Brno (hostování)
V roce 2011 odešel na hostování do brněnské Sparty. Odehrál zde pouze 4 zápasy.

### 1.HFK Olomouc (hostování)
Dne 25. července 2013 odešel na půlroční hostování do tohoto holického klubu. Stihl si připsat 5 zápasů a 2 góly v MSFL. Do Zbrojovky se vrátil o silvestru téhož roku.

### FK Fotbal Třinec
Dne 20. února 2015 přestoupil do třineckého celku za neznámou sumu. V první sezóně odehrál 11 zápasů a vstřelil jednu branku. Za šest let v Třinci odehrál 184 zápasů a vstřelil tři góly.

### SFC Opava
Dne 1. července 2021 podepsal jako volný hráč roční smlouvu v Slezském FC Opava. Již od přestupu nastupuje pravidelně v základní sestavě a i získal kapitánskou pásku. Po vypršení kontraktu podepsal novou smlouvu do 30. června 2024. Dne 22. února 2024 podepsal novou smlouvu do léta 2025. V srpnu 2024 v zápase proti Líšni mu faul přivodil utržené kolenní vazy a poranění menisku. Toto zranění ho mělo vyřadit do konce sezony, vrátil se však již na dubnový duel s Táborskem.

## Osobní život
Jeho otec Jiří Janoščín st. (* 14. listopadu 1964, Brno, Československo) je bývalým předsedou fotbalového klubu FC Dosta Bystrc-Kníničky a se Zbrojovkou Brno vyhrál v sezoně 1982/83 dorostenecký titul, jeho dědeček Juraj Janoščin (19. dubna 1941, Giraltovce, Slovenský stát – 27. června 1998) byl prvoligovým hráčem Tatranu Prešov, Zbrojovky Brno a Baníku Ostrava.

## Klubové statistiky
Aktuální k 6. lednu 2024
| Sezona | Klub                  | Země  | Soutěž                      | Zápasy | Góly |
| ------ | --------------------- | ----- | --------------------------- | ------ | ---- |
| 10/11  | FC Zbrojovka Brno B   | Česko | MSFL                        | 2      | 0    |
| 11/12  | FC Zbrojovka Brno B   | Česko | MSFL                        | 25     | 0    |
| 11/12  | FC Sparta Brno        | Česko | Divize D                    | 4      | 0    |
| 12/13  | FC Zbrojovka Brno U21 | Česko | Juniorská Liga              | 8      | 0    |
| 13/14  | 1.HFK Olomouc         | Česko | MSFL                        | 5      | 2    |
| 13/14  | 1.HFK Olomouc         | Česko | MOL Cup                     | 1      | 0    |
| 14/15  | FK Fotbal Třinec      | Česko | F:NL                        | 11     | 1    |
| 15/16  | FK Fotbal Třinec      | Česko | F:NL                        | 25     | 1    |
| 15/16  | FK Fotbal Třinec      | Česko | MOL Cup                     | 2      | 0    |
| 15/16  | FK Fotbal Třinec B    | Česko | Juniorská liga              | 4      | 0    |
| 16/17  | FK Fotbal Třinec      | Česko | F:NL                        | 26     | 0    |
| 16/17  | FK Fotbal Třinec      | Česko | MOL Cup                     | 1      | 0    |
| 16/17  | FK Fotbal Třinec B    | Česko | Juniorská liga              | 3      | 0    |
| 17/18  | FK Fotbal Třinec      | Česko | F:NL                        | 29     | 1    |
| 17/18  | FK Fotbal Třinec      | Česko | MOL Cup                     | 2      | 0    |
| 18/19  | FK Fotbal Třinec      | Česko | F:NL                        | 25     | 0    |
| 18/19  | FK Fotbal Třinec      | Česko | MOL Cup                     | 1      | 0    |
| 19/20  | FK Fotbal Třinec      | Česko | F:NL                        | 28     | 0    |
| 19/20  | FK Fotbal Třinec      | Česko | MOL Cup                     | 3      | 0    |
| 20/21  | FK Třinec             | Česko | F:NL                        | 23     | 0    |
| 20/21  | FK Třinec             | Česko | MOL Cup                     | 1      | 0    |
| 21/22  | SFC Opava             | Česko | F:NL                        | 27     | 3    |
| 21/22  | SFC Opava             | Česko | MOL Cup                     | 3      | 0    |
| 21/22  | SFC Opava             | Česko | Fortuna:Liga Baráž o postup | 2      | 0    |
| 22/23  | SFC Opava             | Česko | F:NL                        | 29     | 1    |
| 22/23  | SFC Opava             | Česko | MOL Cup                     | 2      | 2    |
| 23/24  | SFC Opava             | Česko | F:NL                        | 14     | 1    |
| 23/24  | SFC Opava             | Česko | MOL Cup                     | 3      | 0    |
|        | Celkem                |       |                             | 309    | 12   |